# Marek Starý
Marek Starý (* 20. listopadu 1974, Praha) je český právník, právní historik a pedagog působící na Právnické fakultě Univerzity Karlovy. Ve svém odborném díle se specializuje zejména na starší české právní dějiny.

## Život a vědecká kariéra
V roce 1999 dokončil studium magisterského stupně na Právnické fakultě Univerzity Karlovy v oboru Právo. Ve studiu záhy pokračoval v doktorském stupni studia, které dokončil v roce 2003 a získal titul JUDr. v oboru Právní dějiny a též titul Ph.D. v oboru Teorie práva, právní filozofie a historie. Od roku 2002 do roku 2023 působil jako odborný asistent na Vysoké škole finanční a správní, kde vyučoval předměty Správní právo a Vývoj veřejné správy. Po dokončení svých studií pak působil v letech 2004 až 2010 jako akademický pracovník na Právnické fakultě Západočeské univerzity v Plzni. Od roku 2006 je též kmenovým zaměstnancem Katedry právních dějin Právnické fakulty Univerzity Karlovy. Zde byl také v roce 2018 jmenován docentem pro obor Právní dějiny se svou habilitační prací Udělování českého obyvatelského práva (inkolátu) v době předbělohorské. V prosinci 2024 bylo zahájeno řízení ke jmenování profesorem a v březnu 2025 byla ustavena komise pro toto řízení.
Po roce 2010 byl opakovaně řešitelem projektů Specifického vysokoškolského výzkumu (SVV), opakovaně též získal prestižní grant Grantové agentury České republiky (GAČR) a u několika dalších byl vedlejším řešitelem. V rámci výzkumu absolvoval též studijní pobyty ve Vratislavi, Vídni, Norimberku, Mnichově či Drážďanech. Mezi výstupy z těchto projektů a další výsledky jeho badatelské práce patří krom několika monografií též desítky odborných studií z oblasti dějin českého středověku či raného novověku.
Od roku 2006 je zastupitelem v obci Kamenné Žehrovice, od roku 2010 je jejím místostarostou. Je ženatý a má dvě děti. Mezi jeho záliby patří četba fantasy či detektivek, současně je vášnivým vodákem a milovníkem hradních zřícenin.